# Kennetia inversa
Kennetia inversa är en stekelart som beskrevs av Giordani Soika 1995. Kennetia inversa ingår i släktet Kennetia och familjen Eumenidae. Inga underarter finns listade i Catalogue of Life.